# Ambatoriha
Ambatoriha is een plaats en commune in het noorden van Madagaskar, behorend tot het district Bealanana, dat gelegen is in de regio Sofia. Tijdens een volkstelling in 2001 telde de plaats 8.700 inwoners.
De plaats biedt enkel lager onderwijs aan. 96 % van de bevolking werkt als landbouwer en 1 % verdient zijn brood als visser. Het belangrijkste landbouwproduct is rijst; andere belangrijke producten zijn pinda's, bonen, mais en maniok. Verder is 3% actief in de dienstensector.